# Lost in Pacific Time: The AP/EP
Lost in Pacific Time: The AP/EP è un EP del gruppo musicale statunitense The Academy Is..., pubblicato nel 2009 e venduto solo su iTunes e durante i concerti.

## Tracce
1. I'm Yours Tonight – 3:39
2. Days Like Masquerades – 3:32
3. Sputter (feat. Andrew McMahon dei Jack's Mannequin) – 4:21
4. New York (Saint in the City) – 3:34
5. In the Rearview – 3:41

## Formazione
- William Beckett – voce
- Michael Guy Chislett – chitarra
- Mike Carden – chitarra
- Adam T. Siska – basso
- Andy "The Butcher" Mrotek – batteria
- Andrew McMahon - piano, cori in Sputter